# Clynotis barresis
Clynotis barresis är en spindelart som beskrevs av Henry Roughton Hogg 1909. Clynotis barresis ingår i släktet Clynotis och familjen hoppspindlar. Inga underarter finns listade i Catalogue of Life.